# Lucas Paquetá
Lucas Tolentino Coelho de Lima (sinh ngày 27 tháng 8 năm 1997), thường được biết đến với tên gọi Lucas Paquetá (phát âm tiếng Bồ Đào Nha: [ˈlukas pakɛˈta]), là một cầu thủ bóng đá chuyên nghiệp người Brasil hiện đang thi đấu ở vị trí tiền vệ tấn công hay tiền vệ cánh cho câu lạc bộ Premier League West Ham United và đội tuyển bóng đá quốc gia Brasil.

## Sự nghiệp câu lạc bộ

### Sự nghiệp ban đầu
Lucas Paquetá đến Flamengo năm 2007 khi mới chỉ 10 tuổi. Ở tuổi 15, Paquetá rất giỏi về kỹ thuật nhưng thể chất lại thua kém so với các cầu thủ khác đồng trang lứa. Tuy nhiên, đến năm 18 tuổi, chiều cao của anh đã tăng vượt trội. Tại đội trẻ Flamengo, Paquetá đã giành được danh hiệu Copa São Paulo de Júniores 2016, giải đấu trẻ quan trọng nhất dành cho lứa tuổi dưới 21 ở Brazil. Bên cạnh các cầu thủ nổi bật khác Léo Duarte, Felipe Vizeu và Ronaldo da Silva Souza, Lucas đã được đôn lên đội hình một của câu lạc bộ ngay sau giải đấu đó.

### Flamengo

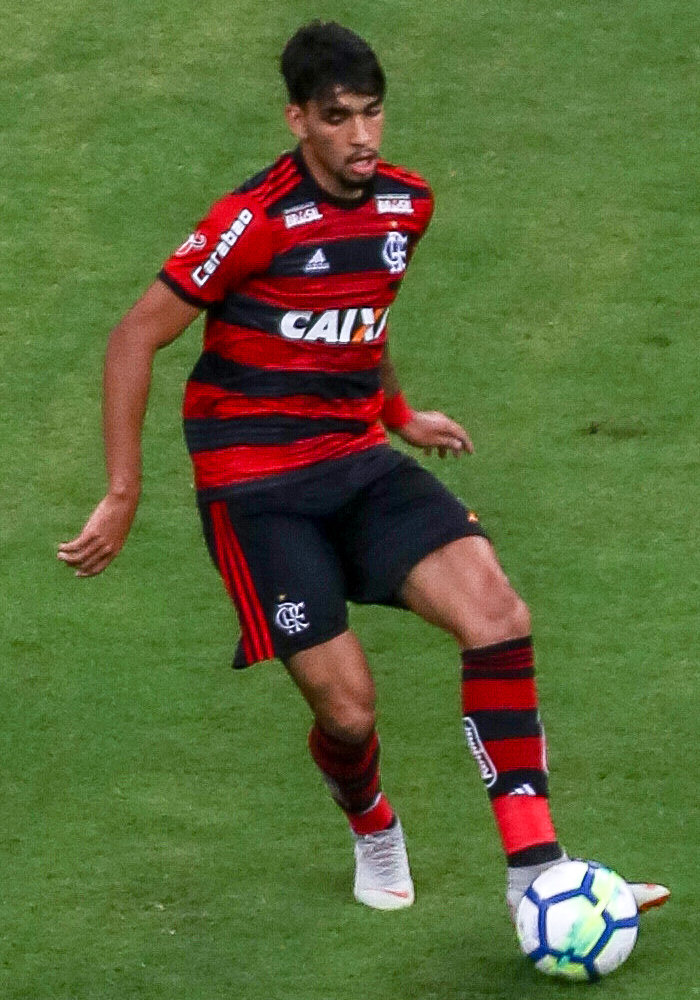
Lucas thi đấu cho Flamengo năm 2018.

Tháng 3 năm 2016, anh ký hợp đồng chuyên nghiệp với Flamengo với thời hạn đến năm 2020. Trận đấu mở màn của anh vào ngày 5 tháng 3 trong chiến thắng 3–1 của Flamengo trước Bangu tại Giải đấu bang Rio de Janeiro 2016. Paquetá có bàn thắng đầu tiên vào ngày 19 tháng 2 năm 2017 trong chiến thắng 4–0 trước Madureira tại sân vận động Raulino de Oliveira ở Volta Redonda.
Anh cũng ghi bàn thắng duy nhất trong hai trận hòa 1–1 với Cruzeiro tại Sân vận động Maracanã trong khuôn khổ Copa do Brasil 2017, và trong trận hòa lượt về với Club Atlético Independiente tại Copa Sudamericana 2017. Kết quả chung cuộc của cả hai trận đấu, Flamego đều thua và dành vị trí Á quân. Trong trận chung kết Copa Sudamericana, Paquetá được bầu là cầu thủ Flamengo hay nhất trận. Kết thúc năm 2017, anh cùng với Juan được đánh giá là những điểm nhấn của Flamengo. Campeonato Carioca 2018, Paquetá được bình chọn là cầu thủ cánh trái hay nhất giải, và cũng là cầu thủ duy nhất của Flamengo được bầu vào đội hình xuất sắc nhất giải.

### AC Milan
Vào ngày 10 tháng 10 năm 2018, các hãng thông tấn trên khắp Brasil và Ý đưa tin rằng AC Milan và Flamengo đã thống nhất một thỏa thuận trị giá 35 triệu euro cho việc chuyển nhượng cầu thủ, đánh bại sự cạnh tranh gay gắt từ câu lạc bộ Pháp Paris Saint-Germain.
Vào ngày 4 tháng 1 năm 2019, vụ chuyển nhượng chính thức được thực hiện, Milan thông báo cầu thủ đã ký hợp đồng 5 năm. Anh chọn mặc áo số 39. Vì mẹ anh là người gốc Bồ Đào Nha nên anh đủ điều kiện đăng ký thi đấu với tư cách cầu thủ châu Âu.
Paquetá ra mắt câu lạc bộ vào ngày 12 tháng 1 năm 2019, chơi 85 phút trước khi bị thay ra bởi Fabio Borini khi Milan đánh bại Sampdoria 2–0 trong hiệp phụ ở Coppa Italia. Bốn ngày sau, Paquetá thi đấu tại Supercoppa Italiana 2018, được tổ chức tại King Abdullah Sports City ở Jeddah, Ả Rập Xê Út, nơi Juventus đánh bại Milan với tỷ số 1–0. Vào ngày 21 tháng 1 năm 2019, Paquetá có trận ra mắt Serie A trong chiến thắng 2–0 trước Genoa tại Stadio Luigi Ferraris. Trong trận đấu, Paquetá đã thực hiện một cầu vồng lướt qua đối thủ Daniel Bessa, hất quả bóng đang lăn lên và đẩy nó qua đầu đối thủ. Paquetá ghi bàn thắng đầu tiên cho Milan trong chiến thắng 3–0 trước Cagliari, ghi bàn thắng thứ hai. Anh ấy đã cống hiến bàn thắng của mình cho các nạn nhân của vụ hỏa hoạn tại câu lạc bộ cũ Flamengo của anh ấy, tất cả các thành viên của đội dưới 15 tuổi.

### Lyon
Vào ngày 30 tháng 9 năm 2020, câu lạc bộ Pháp Lyon thông báo về việc ký hợp đồng với Paquetá, người đã ký hợp đồng 5 năm với giá 20 triệu euro.
Mùa giải 21/22, tiền vệ này được bầu là cầu thủ nước ngoài xuất sắc nhất giải vô địch Pháp, Ligue 1. Cuộc bầu chọn được thực hiện theo hình thức phổ thông đầu phiếu và được hơn 20.000 người ủng hộ. Paquetá, 25 tuổi, thi đấu cùng hậu vệ Marquinhos của PSG, tiền vệ marfileño của Lens Fofana và thủ lĩnh người Canada của Lille Jonathan David.

### West Ham United
Vào ngày 29 tháng 8 năm 2022, West Ham United thông báo về việc ký hợp đồng với Paquetá với mức phí kỷ lục của câu lạc bộ mà câu lạc bộ không tiết lộ. Anh ấy đã ký hợp đồng 5 năm với mức phí mà BBC ước tính là hơn 50 triệu bảng kèm theo các điều khoản bổ sung, cao hơn mức phí đã trả cho Sebastien Haller vào năm 2019. Anh ấy đã đến West Ham và Premier League của mình ra mắt vào ngày 31 tháng 8 trong trận hòa 1–1 trên sân nhà trước Tottenham Hotspur.

## Sự nghiệp quốc tế

### U-20 Brasil

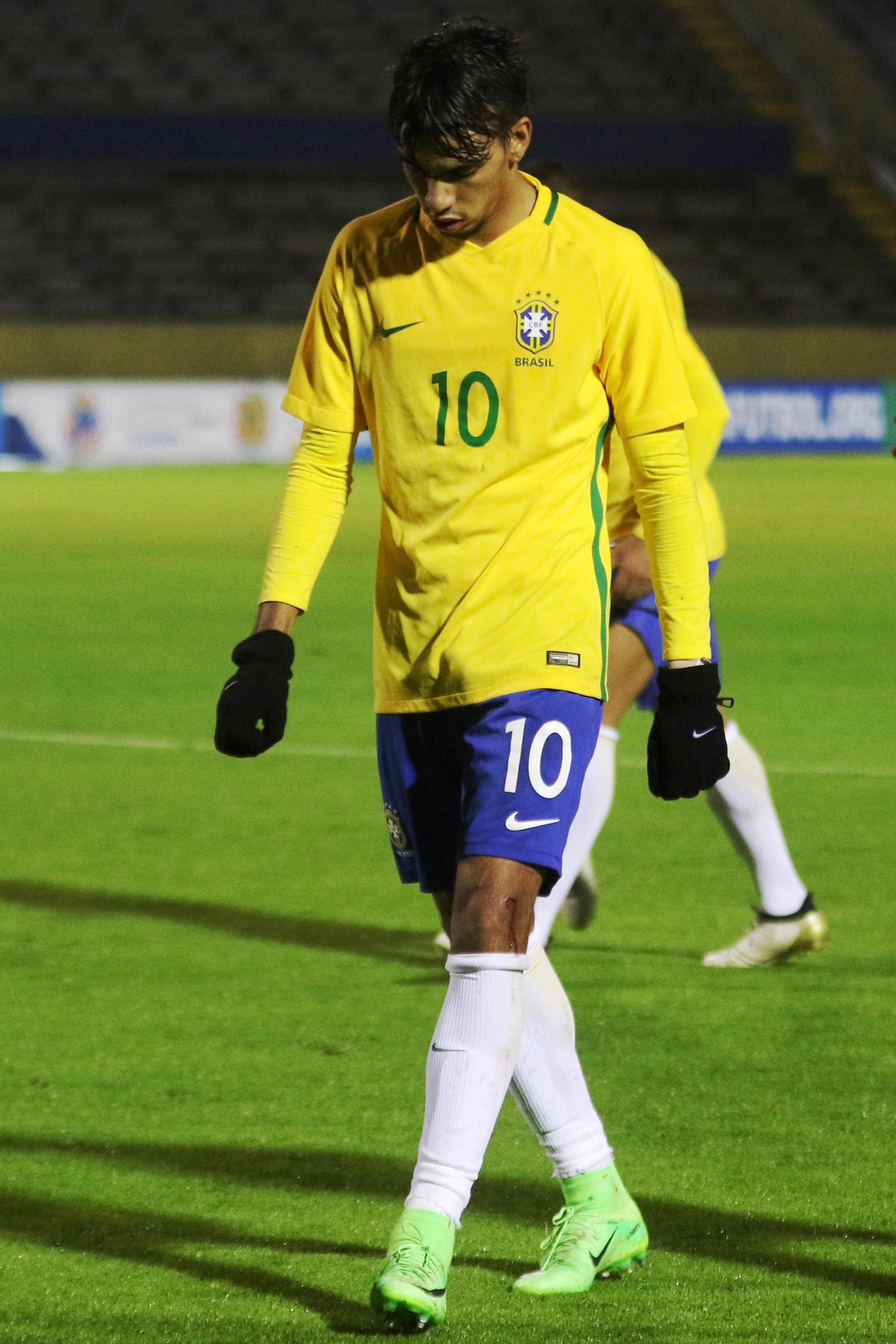
Lucas khoác áo U20 Brasil năm 2017

Vào ngày 1 tháng 4 năm 2016, Paquetá lần đầu tiên khoác áo U-20 Brasil thi đấu hai trận đấu giao hữu tại châu Âu. Bàn thắng đầu tiên của anh là trong chiến thắng 2–1 trước U-20 Anh vào ngày 4 tháng 9.
Vào tháng 10 năm 2016, anh đã được triệu tập tại Quadrangular de Seleções, một giải đấu từ thiện với các đội U20 của Ecuador, Uruguay và Chile.

### U-23 Brasil
Khi 18 tuổi, anh đã được triệu tập để tập luyện cùng U-23 Brasil chuẩn bị cho Thế vận hội Mùa hè 2016. Huấn luyện viên Rogério Micale triệu tập rất nhiều các cầu thủ trẻ sinh năm 1997 và 1998 trong đó có cả Paquetá để hướng tới mục tiêu họ sẽ là nòng cốt của đội tuyển tại Thế vận hội Mùa hè 2020 ở Tokyo.
Anh được gọi chính thức lần đầu tiên vào đội U-23 vào tháng 3 năm 2020.

### Brasil
Năm 2018, anh được huấn luyện viên Tite chọn là một trong mười hai lựa chọn thay thế cho đội tuyển quốc gia Brasil cho FIFA World Cup 2018 tại Nga. Trong số 35 cầu thủ trong danh sách 23 người và danh sách tạm thời, Lucas là người trẻ nhất.
Vào ngày 17 tháng 8 năm 2018, Paquetá lần đầu tiên được gọi vào đội tuyển quốc gia Brasil bởi huấn luyện viên Tite để thi đấu giao hữu với Hoa Kỳ và El Salvador vào tháng 9. Vào ngày 7 tháng 9, anh có trận ra mắt đội tuyển quốc gia, vào sân từ băng ghế dự bị thay cho Philippe Coutinho ở phút 71 trong trận giao hữu với Hoa Kỳ. Vào ngày 23 tháng 3 năm 2019, anh ghi bàn thắng đầu tiên trong trận giao hữu hòa 1–1 trước Panama, mặc chiếc áo số 10 mang tính biểu tượng của Brasil. Vào tháng 5 năm 2019, anh có tên trong đội hình 23 người của Brasil tham dự Copa América 2019.
Vào ngày 2 tháng 7 năm 2021, trong trận tứ kết Copa América 2021 gặp Chile, anh vào sân thay người ở hiệp một và ghi bàn ở phút 47 giúp Brasil giành chiến thắng 1–0. Vào ngày 6 tháng 7 năm 2021, anh một lần nữa ghi bàn thắng duy nhất sau đường kiến tạo của Neymar trong trận bán kết với Peru.
Vào ngày 7 tháng 11 năm 2022, Paquetá có tên trong đội hình tham dự FIFA World Cup 2022.

## Đời tư
Lucas có một anh trai, Matheus , cũng chơi bóng đá. Biệt danh của anh ấy, Paquetá, đề cập đến Đảo Paquetá và khu phố cùng tên mà anh ấy lớn lên. Anh ấy là một người hâm mộ cuồng nhiệt của funk carioca và đôi khi bắt chước các bước nhảy funk trong lễ kỷ niệm bàn thắng của mình.

## Thống kê sự nghiệp

### Câu lạc bộ
Tính đến ngày 19 tháng 5 năm 2024.
| Câu lạc bộ          | Mùa giải            | Giải vô địch        | Giải vô địch | Giải vô địch | Cúp quốc gia | Cúp quốc gia | Cúp liên đoàn | Cúp liên đoàn | Châu lục | Châu lục | Khác | Khác | Tổng cộng | Tổng cộng |
| Câu lạc bộ          | Mùa giải            | Hạng đấu            | Trận         | Bàn          | Trận         | Bàn          | Trận          | Bàn           | Trận     | Bàn      | Trận | Bàn  | Trận      | Bàn       |
| ------------------- | ------------------- | ------------------- | ------------ | ------------ | ------------ | ------------ | ------------- | ------------- | -------- | -------- | ---- | ---- | --------- | --------- |
| Flamengo            | 2016                | Série A             | 0            | 0            | 0            | 0            | –             | –             | –        | –        | 2    | 0    | 2         | 0         |
| Flamengo            | 2017                | Série A             | 17           | 1            | 3            | 1            | –             | –             | 9        | 2        | 8    | 2    | 37        | 6         |
| Flamengo            | 2018                | Série A             | 32           | 10           | 6            | 0            | –             | –             | 7        | 0        | 11   | 2    | 56        | 12        |
| Flamengo            | Tổng cộng           | Tổng cộng           | 49           | 11           | 9            | 1            | –             | –             | 16       | 2        | 21   | 4    | 95        | 18        |
| AC Milan            | 2018–19             | Serie A             | 13           | 1            | 3            | 0            | –             | –             | 0        | 0        | 1    | 0    | 17        | 1         |
| AC Milan            | 2019–20             | Serie A             | 24           | 0            | 3            | 0            | –             | –             | –        | –        | –    | –    | 27        | 0         |
| AC Milan            | Tổng cộng           | Tổng cộng           | 37           | 1            | 6            | 0            | –             | –             | 0        | 0        | 1    | 0    | 44        | 1         |
| Lyon                | 2020–21             | Ligue 1             | 30           | 9            | 4            | 1            | –             | –             | –        | –        | –    | –    | 34        | 10        |
| Lyon                | 2021–22             | Ligue 1             | 35           | 9            | 0            | 0            | –             | –             | 9        | 2        | –    | –    | 44        | 11        |
| Lyon                | 2022–23             | Ligue 1             | 2            | 0            | 0            | 0            | –             | –             | –        | –        | –    | –    | 2         | 0         |
| Lyon                | Tổng cộng           | Tổng cộng           | 67           | 18           | 4            | 1            | –             | –             | 9        | 2        | –    | –    | 80        | 21        |
| West Ham United     | 2022–23             | Premier League      | 28           | 4            | 2            | 0            | 0             | 0             | 11       | 1        | –    | –    | 41        | 5         |
| West Ham United     | 2023–24             | Premier League      | 31           | 4            | 1            | 0            | 2             | 0             | 9        | 4        | –    | –    | 43        | 8         |
| West Ham United     | Tổng cộng           | Tổng cộng           | 59           | 8            | 3            | 0            | 2             | 0             | 20       | 5        | –    | –    | 84        | 13        |
| Tổng cộng sự nghiệp | Tổng cộng sự nghiệp | Tổng cộng sự nghiệp | 212          | 38           | 22           | 3            | 2             | 0             | 45       | 9        | 22   | 4    | 303       | 53        |

1. ↑  1 lần ra sân tại Campeonato Carioca, 1 lần ra sân tại Primeira Liga
2. ↑  Ra sân tại Copa Sudamericana
3. ↑  6 lần ra sân và 2 bàn tại Campeonato Carioca, 2 lần ra sân tại Primeira Liga
4. ↑  Ra sân tại Copa Libertadores
5. ↑  Ra sân tại Campeonato Carioca
6. ↑  Ra sân tại Supercoppa Italiana
7. 1 2  Ra sân tại UEFA Europa League
8. ↑  Ra sân tại UEFA Europa Conference League

### Quốc tế
Tính đến ngày 6 tháng 7 năm 2024.
| Đội tuyển quốc gia | Năm       | Trận | Bàn |
| ------------------ | --------- | ---- | --- |
| Brasil             | 2018      | 2    | 0   |
| Brasil             | 2019      | 9    | 2   |
| Brasil             | 2020      | 2    | 0   |
| Brasil             | 2021      | 15   | 4   |
| Brasil             | 2022      | 11   | 2   |
| Brasil             | 2023      | 3    | 1   |
| Brasil             | 2024      | 8    | 2   |
| Tổng cộng          | Tổng cộng | 50   | 11  |

Tỷ số và kết quả liệt kê bàn thắng của Brasil trước, cột tỷ số cho biết tỷ số sau mỗi bàn thắng của Paquetá.
| #  | Ngày                 | Địa điểm                                                   | Trận | Đối thủ     | Tỷ số | Kết quả | Giải đấu                      |
| -- | -------------------- | ---------------------------------------------------------- | ---- | ----------- | ----- | ------- | ----------------------------- |
| 1  | 23 tháng 3 năm 2019  | Sân vận động Dragão, Porto, Bồ Đào Nha                     | 3    | Panama      | 1–0   | 1–1     | Giao hữu                      |
| 2  | 19 tháng 11 năm 2019 | Sân vận động Mohammed bin Zayed, Abu Dhabi, UAE            | 11   | Hàn Quốc    | 1–0   | 3–0     | Giao hữu                      |
| 3  | 8 tháng 6 năm 2021   | Sân vận động Defensores del Chaco, Asunción, Paraguay      | 15   | Paraguay    | 2–0   | 2–0     | Vòng loại FIFA World Cup 2022 |
| 4  | 2 tháng 7 năm 2021   | Sân vận động Olympic Nilton Santos, Rio de Janeiro, Brasil | 19   | Chile       | 1–0   | 1–0     | Copa América 2021             |
| 5  | 5 tháng 7 năm 2021   | Sân vận động Olympic Nilton Santos, Rio de Janeiro, Brasil | 20   | Perú        | 1–0   | 1–0     | Copa América 2021             |
| 6  | 11 tháng 11 năm 2021 | Neo Quimica Arena, São Paulo, Brasil                       | 27   | Colombia    | 1–0   | 1–0     | Vòng loại FIFA World Cup 2022 |
| 7  | 29 tháng 3 năm 2022  | Sân vận động Hernando Siles, La Paz, Bolivia               | 31   | Bolivia     | 1–0   | 4–0     | Vòng loại FIFA World Cup 2022 |
| 8  | 5 tháng 12 năm 2022  | Sân vận động 974, Doha, Qatar                              | 38   | Hàn Quốc    | 4–0   | 4–1     | FIFA World Cup 2022           |
| 9  | 20 tháng 6 năm 2023  | Sân vận động José Alvalade, Lisbon, Bồ Đào Nha             | 42   | Sénégal     | 1–0   | 2–4     | Giao hữu                      |
| 10 | 26 tháng 3 năm 2024  | Sân vận động Santiago Bernabeu, Madrid, Tây Ban Nha        | 44   | Tây Ban Nha | 3–3   | 3–3     | Giao hữu                      |
| 11 | 28 tháng 6 năm 2024  | Sân vận động Allegiant, Las Vegas, Hoa Kỳ                  | 48   | Paraguay    | 4–1   | 4–1     | Copa América 2024             |

## Danh hiệu

### Câu lạc bộ
Flamengo
- Campeonato Carioca: 2017

West Ham United
- UEFA Europa Conference League: 2022–23

### Quốc tế
- Copa América: 2019

Cá nhân
- Đội hình Campeonato Carioca năm: 2018[37][38]
- Bola de Prata: 2018
- Đội hình tiêu biểu năm của Giải bóng đá vô địch quốc gia Brasil: 2018